# Pháo đài Đỏ
Pháo đài Delhi, còn gọi là Lal Qil'ah, hay Lal Qila (Tiếng Hindu: लाल क़िला, Urdu: لال قلعہ) có nghĩa là Pháo đài Đỏ, là một pháo đài lịch sử nằm tại thành phố Delhi, Ấn Độ. Đây là nơi cư ngụ chính của các hoàng đế Mogul trong gần 200 năm, cho đến năm 1856. Nó nằm ở trung tâm Delhi và có một số bảo tàng. Ngoài việc là nơi ở cho các hoàng đế và các hoàng thân, đó là trung tâm chính trị và nghi lễ của nhà nước Mogul và là nơi diễn ra các sự kiện quan trọng của khu vực.
Được xây dựng vào năm 1639 bởi Hoàng đế Mogul thứ năm Shah Jahan với tư cách là cung điện của thủ đô Shahjahanabad, pháo đài Đỏ được đặt theo tên của những bức tường lớn bằng đá sa thạch đỏ nằm cạnh Pháo đài Salimgarh cũ được xây dựng bởi Islam Shah Suri vào năm 1546. Các phòng ở hoàng gia bao gồm một dãy các nhà lều, được kết nối bởi một kênh dẫn nước được gọi là Kênh thiên đường (Nahr-i-Bihisht). Tổ hợp pháo đài được coi là đại diện cho đỉnh cao của sự sáng tạo Mogul dưới thời Shah Jahan và mặc dù được quy hoạch theo kiến trúc Hồi giáo, mỗi nhà lều đều chứa các yếu tố kiến trúc đặc trưng của các tòa nhà Mogul, phản ánh sự hợp nhất của truyền thống Ba Tư, Timurid và Ấn Độ giáo. Phong cách kiến trúc sáng tạo thể hiện qua các thiết kế sân vườn, ảnh hưởng đến các tòa nhà và cảnh quan vườn sau này ở Delhi, Rajasthan, Punjab, Kashmir, Braj, Rohilkhand và các nơi khác.
Pháo đài đã bị cướp phá và mất đi rất nhiều các tác phẩm nghệ thuật, đồ trang sức trong cuộc xâm lược Đế quốc Mogul của Nadir Shah vào năm 1747. Hầu hết các cấu trúc bằng đá cẩm thạch quý của pháo đài sau đó đã bị người Anh phá hủy sau Cuộc nổi dậy năm 1857. Các bức tường phòng thủ của pháo đài chủ yếu còn tồn tại được, và sau đó được sử dụng làm đồn trú. Pháo đài Đỏ cũng là nơi người Anh đưa hoàng đế cuối cùng của Mogul ra xét xử trước khi đày ông đến Yangon vào năm 1858.
Hàng năm, vào ngày quốc khánh (15 tháng 8), thủ tướng treo quốc kỳ Ấn Độ tại cổng chính của Pháo đài và phát biểu toàn quốc từ tường thành của Pháo đài Đỏ. Nó được UNESCO công nhận như là một phần của Di sản thế giới quần thể Pháo đài Đỏ.

## Tên nguyên
Pháo đài Đỏ là tên tiếng Anh, còn trong tiếng Hindustan là Lāl Qila xuất phát từ những bức tường sa thạch đỏ. Đây là nơi ở của gia đình hoàng gia, pháo đài ban đầu được gọi là Qila-i-Mubārak có nghĩa là "Pháo đài Thần thánh". Lāl Qila cũng là cái tên để gọi cho Pháo đài Agra.